# Edward Bryzemejster
Edward Bryzemejster (ur. 3 kwietnia 1877 w Warszawie, zm. ?) – polski żeglarz, szkutnik, olimpijczyk z Paryża 1924.
Jeden z założycieli Polskiego Związku Żeglarskiego oraz Yacht Klubu Polski.
Zwycięzca (na łodzi Tajfun) pierwszych regat morskich Ligi Żeglugi Polskiej w Gdyni w roku 1923. Na Jeziorze Charzykowskim 29 maja 1924 wygrał zawody eliminacyjne i jako pierwszy żeglarz polski znalazł się na starcie regat olimpijskich (łodzie monotypowe, 1 żeglarz) na Sekwanie w miejscowości Meulan (50 km od Paryża).
Na igrzyskach olimpijskich w 1924 roku wystartował w regatach łodzi monotypowych zajmując miejsca 9.-15. Reprezentował wtedy klub WKW Warszawa.
Po 1945 mieszkał w Niemczech.